# Formula 1 – sezona 1985.
| FIA Svjetsko prvenstvo Formule 1 1985. | FIA Svjetsko prvenstvo Formule 1 1985. |
|                                        | Prvak                                  |
| -------------------------------------- | -------------------------------------- |
| Vozač                                  | Alain Prost (McLaren-TAG)              |
| Konstruktor                            | McLaren-TAG                            |
| Prethodna sezona                       | Sljedeća sezona                        |
| 1984.                                  | 1986.                                  |

Formula 1 - sezona 1985, bila je 36. sezona svjetskog prvenstva Formule 1. Vozilo se 16 utrka u periodu od 7. travnja do 3. studenoga 1985. godine. Svjetski prvak po prvi puta postao je Alain Prost, a konstruktorski prvak po treći put momčad McLarena.

## Vozači i konstruktori
| Konstruktor / Momčad                                              | Šasija                          | Motor                                       | Gume | Broj | Vozači             | Utrke       |
| ----------------------------------------------------------------- | ------------------------------- | ------------------------------------------- | ---- | ---- | ------------------ | ----------- |
| McLaren-TAG Porsche Marlboro McLaren International                | McLaren MP4/2B                  | TAG Porsche P01 V6 t 1.5                    | G    | 1    | Niki Lauda         | 1-13, 15-16 |
| McLaren-TAG Porsche Marlboro McLaren International                | McLaren MP4/2B                  | TAG Porsche P01 V6 t 1.5                    | G    | 1    | John Watson        | 14          |
| McLaren-TAG Porsche Marlboro McLaren International                | McLaren MP4/2B                  | TAG Porsche P01 V6 t 1.5                    | G    | 2    | Alain Prost        | Sve         |
| Tyrrell-Ford Cosworth Tyrrell-Renault Tyrrell Racing Organisation | Tyrrell 012                     | Ford Cosworth DFY V8 3.0                    | G    | 3    | Martin Brundle     | 1–6         |
| Tyrrell-Ford Cosworth Tyrrell-Renault Tyrrell Racing Organisation | Tyrrell 012                     | Ford Cosworth DFY V8 3.0                    | G    | 4    | Stefan Johansson   | 1           |
| Tyrrell-Ford Cosworth Tyrrell-Renault Tyrrell Racing Organisation | Tyrrell 012                     | Ford Cosworth DFY V8 3.0                    | G    | 4    | Stefan Bellof      | 2–8         |
| Tyrrell-Ford Cosworth Tyrrell-Renault Tyrrell Racing Organisation | Tyrrell 012                     | Ford Cosworth DFY V8 3.0                    | G    | 4    | Martin Brundle     | 9–10        |
| Tyrrell-Ford Cosworth Tyrrell-Renault Tyrrell Racing Organisation | Tyrrell 014                     | Renault EF4B V6 t 1.5                       | G    | 3    | Martin Brundle     | 7–8, 11–16  |
| Tyrrell-Ford Cosworth Tyrrell-Renault Tyrrell Racing Organisation | Tyrrell 014                     | Renault EF4B V6 t 1.5                       | G    | 3    | Stefan Bellof      | 9–10        |
| Tyrrell-Ford Cosworth Tyrrell-Renault Tyrrell Racing Organisation | Tyrrell 014                     | Renault EF4B V6 t 1.5                       | G    | 4    | Stefan Bellof      | 11          |
| Tyrrell-Ford Cosworth Tyrrell-Renault Tyrrell Racing Organisation | Tyrrell 014                     | Renault EF4B V6 t 1.5                       | G    | 4    | Ivan Capelli       | 14, 16      |
| Tyrrell-Ford Cosworth Tyrrell-Renault Tyrrell Racing Organisation | Tyrrell 014                     | Renault EF4B V6 t 1.5                       | G    | 4    | Philippe Streiff   | 15          |
| Williams-Honda Canon Williams Honda Team                          | Williams FW10                   | Honda RA163E V6 t 1.5                       | G    | 5    | Nigel Mansell      | Sve         |
| Williams-Honda Canon Williams Honda Team                          | Williams FW10                   | Honda RA163E V6 t 1.5                       | G    | 6    | Keke Rosberg       | Sve         |
| Brabham-BMW Motor Racing Developments Ltd                         | Brabham BT54                    | BMW M12/13 L4 t 1.5                         | P    | 7    | Nelson Piquet      | Sve         |
| Brabham-BMW Motor Racing Developments Ltd                         | Brabham BT54                    | BMW M12/13 L4 t 1.5                         | P    | 8    | François Hesnault  | 1-4         |
| Brabham-BMW Motor Racing Developments Ltd                         | Brabham BT54                    | BMW M12/13 L4 t 1.5                         | P    | 8    | Marc Surer         | 5-16        |
| RAM-Hart Skoal Bandit Formula 1 Team                              | RAM 03                          | Hart 415T L4 t 1.5                          | P    | 9    | Manfred Winkelhock | 1–9         |
| RAM-Hart Skoal Bandit Formula 1 Team                              | RAM 03                          | Hart 415T L4 t 1.5                          | P    | 9    | Philippe Alliot    | 10–14       |
| RAM-Hart Skoal Bandit Formula 1 Team                              | RAM 03                          | Hart 415T L4 t 1.5                          | P    | 10   | Philippe Alliot    | 1–9         |
| RAM-Hart Skoal Bandit Formula 1 Team                              | RAM 03                          | Hart 415T L4 t 1.5                          | P    | 10   | Kenny Acheson      | 10–12       |
| Lotus-Renault John Player Special Team Lotus                      | Lotus 97T                       | Renault EF4 V6 t 1.5                        | G    | 11   | Elio de Angelis    | Sve         |
| Lotus-Renault John Player Special Team Lotus                      | Lotus 97T                       | Renault EF4 V6 t 1.5                        | G    | 12   | Ayrton Senna       | Sve         |
| Renault Equipe Renault Elf                                        | Renault RE60 Renault RE60B      | Renault EF4B V6 t 1.5 Renault EF15 V6 t 1.5 | G    | 14   | François Hesnault  | 9           |
| Renault Equipe Renault Elf                                        | Renault RE60 Renault RE60B      | Renault EF4B V6 t 1.5 Renault EF15 V6 t 1.5 | G    | 15   | Patrick Tambay     | 1-14, 16    |
| Renault Equipe Renault Elf                                        | Renault RE60 Renault RE60B      | Renault EF4B V6 t 1.5 Renault EF15 V6 t 1.5 | G    | 16   | Derek Warwick      | 1-14, 16    |
| Arrows-BMW Barclay Arrows BMW                                     | Arrows A8                       | BMW M12/13 L4 t 1.5                         | G    | 17   | Gerhard Berger     | Sve         |
| Arrows-BMW Barclay Arrows BMW                                     | Arrows A8                       | BMW M12/13 L4 t 1.5                         | G    | 18   | Thierry Boutsen    | Sve         |
| Toleman-Hart Toleman Group Motorsport                             | Toleman TG185                   | Hart 415T L4 t 1.5                          | P    | 19   | Teo Fabi           | 4-16        |
| Toleman-Hart Toleman Group Motorsport                             | Toleman TG185                   | Hart 415T L4 t 1.5                          | P    | 20   | Piercarlo Ghinzani | 10-16       |
| Spirit-Hart Spirit Enterprises Ltd                                | Spirit 101D                     | Hart 415T L4 t 1.5                          | P    | 21   | Mauro Baldi        | 1-3         |
| Alfa Romeo Benetton Team Alfa Romeo                               | Alfa Romeo 185T Alfa Romeo 184T | Alfa Romeo 890T V8 t 1.5                    | G    | 22   | Riccardo Patrese   | Sve         |
| Alfa Romeo Benetton Team Alfa Romeo                               | Alfa Romeo 185T Alfa Romeo 184T | Alfa Romeo 890T V8 t 1.5                    | G    | 23   | Eddie Cheever      | Sve         |
| Osella-Alfa Romeo Osella Squadra Corse                            | Osella FA1F Osella FA1G         | Alfa Romeo 890T V8 t 1.5                    | P    | 24   | Piercarlo Ghinzani | 1-8         |
| Osella-Alfa Romeo Osella Squadra Corse                            | Osella FA1F Osella FA1G         | Alfa Romeo 890T V8 t 1.5                    | P    | 24   | Huub Rothengatter  | 9-16        |
| Ligier-Renault Equipe Ligier                                      | Ligier JS25                     | Renault EF4B V6 t 1.5                       | P    | 25   | Andrea de Cesaris  | 1-11        |
| Ligier-Renault Equipe Ligier                                      | Ligier JS25                     | Renault EF4B V6 t 1.5                       | P    | 25   | Philippe Streiff   | 12-14, 16   |
| Ligier-Renault Equipe Ligier                                      | Ligier JS25                     | Renault EF4B V6 t 1.5                       | P    | 26   | Jacques Laffite    | 1-14, 16    |
| Ferrari Scuderia Ferrari SpA SEFAC                                | Ferrari F156/85                 | Ferrari 031 V6 t 1.5                        | G    | 27   | Michele Alboreto   | Sve         |
| Ferrari Scuderia Ferrari SpA SEFAC                                | Ferrari F156/85                 | Ferrari 031 V6 t 1.5                        | G    | 28   | René Arnoux        | 1           |
| Ferrari Scuderia Ferrari SpA SEFAC                                | Ferrari F156/85                 | Ferrari 031 V6 t 1.5                        | G    | 28   | Stefan Johansson   | 2-16        |
| Minardi-Ford Cosworth Minardi-Motori Moderni Minardi F1 Team      | Minardi M185                    | Ford Cosworth DFY V8 3.0                    | P    | 29   | Pierluigi Martini  | 1-2         |
| Minardi-Ford Cosworth Minardi-Motori Moderni Minardi F1 Team      | Minardi M185                    | Motori Moderni 615-90 V6 t 1.5              | P    | 29   | Pierluigi Martini  | 3-16        |
| Zakspeed West Zakspeed Racing                                     | Zakspeed 841                    | Zakspeed 1500/4 L4 t 1.5                    | G    | 30   | Jonathan Palmer    | 2-4, 7-11   |
| Zakspeed West Zakspeed Racing                                     | Zakspeed 841                    | Zakspeed 1500/4 L4 t 1.5                    | G    | 30   | Christian Danner   | 13-14       |
| Lola-Hart Team Haas (USA) Ltd                                     | Lola THL1                       | Hart 415T L4 t 1.5                          | G    | 33   | Alan Jones         | 12, 14-16   |

## Utrke
|     | Utrka                                             | 1.                              | 2.                              | 3.                              |
| --- | ------------------------------------------------- | ------------------------------- | ------------------------------- | ------------------------------- |
|     |                                                   |                                 |                                 |                                 |
| 1.  | VN Brazila, Jacarepagua 7. travnja 1985.          | Alain Prost McLaren-TAG Porsche | Michele Alboreto Ferrari        | Elio de Angelis Lotus-Renault   |
| 2.  | VN Portugala, Estoril 21. travnja 1985.           | Ayrton Senna Lotus-Renault      | Michele Alboreto Ferrari        | Patrick Tambay Renault          |
| 3.  | VN San Marina, Imola 5. svibnja 1985.             | Elio de Angelis Lotus-Renault   | Thierry Boutsen Arrows-BMW      | Patrick Tambay Renault          |
| 4.  | VN Monaka, Monte Carlo 19. svibnja 1985.          | Alain Prost McLaren-TAG Porsche | Michele Alboreto Ferrari        | Elio de Angelis Lotus-Renault   |
| 5.  | VN Kanade, Montreal 16. lipnja 1985.              | Michele Alboreto Ferrari        | Stefan Johansson Ferrari        | Alain Prost McLaren-TAG Porsche |
| 6.  | VN SAD, Detroit 23. lipnja 1985.                  | Keke Rosberg Williams-Honda     | Stefan Johansson Ferrari        | Michele Alboreto Ferrari        |
| 7.  | VN Francuske, Paul Ricard 7. srpnja 1985.         | Nelson Piquet Brabham-BMW       | Keke Rosberg Williams-Honda     | Alain Prost McLaren-TAG Porsche |
| 8.  | VN Velike Britanije, Silverstone 21. srpnja 1985. | Alain Prost McLaren-TAG Porsche | Michele Alboreto Ferrari        | Jacques Laffite Ligier-Renault  |
| 9.  | VN Njemačke, Nürburgring 4. kolovoza 1985.        | Michele Alboreto Ferrari        | Alain Prost McLaren-TAG Porsche | Jacques Laffite Ligier-Renault  |
| 10. | VN Austrije, Österreichring 18. kolovoza 1985.    | Alain Prost McLaren-TAG Porsche | Ayrton Senna Lotus-Renault      | Michele Alboreto Ferrari        |
| 11. | VN Nizozemske, Zandvoort 25. kolovoza 1985.       | Niki Lauda McLaren-TAG Porsche  | Alain Prost McLaren-TAG Porsche | Ayrton Senna Lotus-Renault      |
| 12. | VN Italije, Monza 8. rujna 1985.                  | Alain Prost McLaren-TAG Porsche | Nelson Piquet Brabham-BMW       | Ayrton Senna Lotus-Renault      |
| 13. | VN Belgije, Spa-Francorchamps 15. rujna 1985.     | Ayrton Senna Lotus-Renault      | Nigel Mansell Williams-Honda    | Alain Prost McLaren-TAG Porsche |
| 14. | VN Europe, Brands Hatch 6. listopada 1985.        | Nigel Mansell Williams-Honda    | Ayrton Senna Lotus-Renault      | Keke Rosberg Williams-Honda     |
| 15. | VN Južne Afrike, Kyalami 19. listopada 1985.      | Nigel Mansell Williams-Honda    | Keke Rosberg Williams-Honda     | Alain Prost McLaren-TAG Porsche |
| 16. | VN Australije, Adelaide 3. studenoga 1985.        | Keke Rosberg Williams-Honda     | Jacques Laffite Ligier-Renault  | Philippe Streiff Ligier-Renault |
|     |                                                   |                                 |                                 |                                 |

## Konačni poredak

### Vozači
| Mjesto | Vozač             | Bodovi |
| ------ | ----------------- | ------ |
| 1.     | Alain Prost       | 73     |
| 2.     | Michele Alboreto  | 53     |
| 3.     | Keke Rosberg      | 40     |
| 4.     | Ayrton Senna      | 38     |
| 5.     | Elio de Angelis   | 33     |
| 6.     | Nigel Mansell     | 31     |
| 7.     | Stefan Johansson  | 26     |
| 8.     | Nelson Piquet     | 21     |
| 9.     | Jacques Laffite   | 16     |
| 10.    | Niki Lauda        | 14     |
| 11.    | Thierry Boutsen   | 11     |
| 12.    | Patrick Tambay    | 11     |
| 13.    | Marc Surer        | 5      |
| 14.    | Derek Warwick     | 5      |
| 15.    | Philippe Streiff  | 4      |
| 16.    | Stefan Bellof     | 4      |
| 17.    | Andrea de Cesaris | 3      |
| 18.    | René Arnoux       | 3      |
| 19.    | Ivan Capelli      | 3      |
| 20.    | Gerhard Berger    | 3      |

### Konstruktori
| Pozicija | Konstruktor           | Bodovi |
| -------- | --------------------- | ------ |
| 1.       | McLaren-TAG Porsche   | 90     |
| 2.       | Ferrari               | 82     |
| 3.       | Williams-Honda        | 71     |
| 4.       | Lotus-Renault         | 71     |
| 5.       | Brabham-BMW           | 26     |
| 6.       | Ligier-Renault        | 23     |
| 7.       | Renault               | 16     |
| 8.       | Arrows-BMW            | 14     |
| 9.       | Tyrrell-Ford Cosworth | 4      |
| 10.      | Tyrrell-Renault       | 3      |

## Vanjske poveznice
- Službena stranica Formule 1